# Nami Maisaki
Nami Maisaki, (Japonés:舞崎なみ), es una cantante japonesa miembro de I've Sound desde el año 2010.

## Biografía
Nami Maisaki es oriunda de Sapporo, y su fecha de nacimiento es el 8 de septiembre de 1990.
Como otras cantantes de I've Sound, es decir, Kotoko, Mami Kawada, Kaori Utatsuki y más reciente Airi Kirishima, Nami Maisaki fue también estudiante de S-size, la escuela de canto de Eiko Shimamiya.
En 2010, I've Sound, informó acerca de la creación de una unión especial entre cantantes de la agrupación, en este caso, entre las recién llegadas a la banda, es decir, Airi Kirishima, Rin Asami y la propia Nami Maisaki. Dicha unión fue bautizada con el nombre de Larval stage planning, que interpretaría la canción de ending de un juego eroge desarrollado por Saga Planets, llamado Kisaragi gold star. El título de la canción sería: Send off, que iría incluida en un maxisencillo, cuyo título sería: Rolling star, en el cual, los productores principales serían: CG Mix, Kotoko y Maiko Iuchi.
Send off, fue incluida dentro del tracklist de la tercera entrega de la serie de recopilatorios "Short circuit", serie en la cual hasta ahora solo habían intervenido Kotoko y Kaori Utatsuki. Esta vez, sin embargo Larval Stage Planning fue también convocado para la gira de presentación de dicho trabajo.
Aparte de la unión especial que Nami Maisaki forma junto con Airi Kirishima y Rin Asami, también le fueron ofrecidos trabajos en solitario. El primero de ellos, fue desvelado el día siete julio de 2010. Se trata de la canción "A piece of my heart", que sería usada dentro del eroge: Koi to senkyou to chocolate, desarrollado por Sprite. Dicha canción estaría producida y arreglada por Tomoyuki Nakazawa, mientras que la letra correría a cargo de Mami Kawada. Dicha canción supondría por lo tanto, el debut como solista de Nami Maisaki dentro de I've Sound.
Después de varias canciones publicadas en solitario, y después de publicar tres sencillos y un álbum con Larval Stage Planning, Nami abandonó I've Sound.
Después de formarse como DJ y productora musical, Nami volvió a formar parte de I've Sound en el 2017, está vez como productora. Desde entonces, ha compuesto varias canciones para Rina y Asuka Sato, las actuales vocalistas de I've sound.
A partir de año 2021 comenzó poco a poco a retomar su actividad como cantante. Ese mismo año pública Aurora, su primer EP, en el que la mayoría de las canciones son instrumentales, salvo una versión de Fly to the top, originalmente interpretada por MELL.
Un año después, NAMI forma junto a Rina una unidad llamada Lythium, dentro de I've Sound y publican un álbum titulado "L". Meses más tarde pública un segundo EP en solitario titulado Telomere.
En el 2023 NAMI compuso algunas canciones de los siguientes álbumes de RINA y Asuka Sato en solitario, mientras que produjo un tercer EP y un segundo álbum dentro de Lythium, titulado "Toge" (Espina).

## Canciones

### En solitario
- A piece of my heart (de Koi to senkyou to chocolate) 2010.
- Rokka no uta (六花のうた) (de Yukiiro) 2012.[6]
- My love, Honey (de Tsujidou) 2012.[7]

### Como letrista
- Got it! (English version)

### Larval stage planning(Junto aAiri KirishimayRin Asami)
- Rolling star (Opening de Kisaragi gold star) (17/7/2010).
- Send off (17/7/2010).
- Blossomdays - TRIBAL LINK version (6/5/2011).
- Lillies line - TRIBAL LINK version (6/5/2011).[8]

### KOTOKOtoKaori UtatsukitoLarval stage planning
- ↑Seishun rocket↑ (Short circuit III premium show) 2010.
- Short circuit (Short circuit III premium show) 2010.